# Hednota atacta
Hednota atacta là một loài bướm đêm trong họ Crambidae.